# Persone di nome Oscar
| Questa pagina contiene informazioni ricavate automaticamente dalle voci biografiche con l'ausilio del template Bio e di un bot. L'aggiornamento è periodico e automatico e ricostruisce completamente la pagina. Se manca una persona in questa lista, sei pregato di non aggiungerla, ma accertati piuttosto che la sua voce biografica contenga il template Bio e che i dati anagrafici siano correttamente compilati. Se il template Bio manca, inseriscilo tu stesso o, in alternativa, metti l'avviso {{tmp\|Bio}} che ne segnala la mancanza. Se i dati riportati sono sbagliati, correggi direttamente la voce biografica; le modifiche saranno visibili in questa lista entro pochi giorni. Per chiarimenti vedi il progetto antroponimi. La lista contiene solo le 322 persone che sono citate nell'enciclopedia e per le quali è stato implementato correttamente il template Bio. Pagina aggiornata al 6 giu 2025. |

Questa è una lista di persone presenti nell'enciclopedia che hanno il nome Oscar, suddivise per attività principale.

## Allenatori di calcio(9)
- Oscar Brevi, allenatore di calcio e ex calciatore italiano (Milano, n. 1967)
- Oscar Cirillo, allenatore di calcio e calciatore italiano (Torre Annunziata)
- Esteban Fuertes, allenatore di calcio e ex calciatore argentino (Coronel Dorrego, n. 1972)
- Oscar Hiljemark, allenatore di calcio e ex calciatore svedese (Gislaved, n. 1992)
- Oscar Lesca, allenatore di calcio e ex calciatore italiano (Alessandria, n. 1950)
- Oscar Malbernat, allenatore di calcio e calciatore argentino (La Plata, n. 1944 - La Plata, † 2019)
- Oscar Massei, allenatore di calcio e ex calciatore argentino (Pergamino, n. 1934)
- Oscar Montez, allenatore di calcio argentino (Buenos Aires, n. 1926)
- Oscar Zubía, allenatore di calcio e ex calciatore uruguaiano (Montevideo, n. 1946)

## Altisti(1)
- Oscar Raise, ex altista italiano (Gassino, n. 1952)

## Ammiragli(2)
- Oscar Di Giamberardino, ammiraglio italiano (Torre de' Passeri, n. 1881 - Roma, † 1960)
- Oskar Stark, ammiraglio russo (Helsingfors, n. 1846 - Helsinki, † 1928)

## Antropologi(1)
- Oscar Lewis, antropologo statunitense (New York, n. 1914 - † 1970)

## Arbitri di calcio(3)
- Oscar Girardi, ex arbitro di calcio italiano (Basilea, n. 1970)
- Oscar Scolfaro, arbitro di calcio brasiliano (Campinas, n. 1937 - Campinas, † 2017)
- Oscar Roberto de Godói, ex arbitro di calcio brasiliano (São José do Rio Preto, n. 1955)

## Architetti(1)
- Oscar Niemeyer, architetto brasiliano (Rio de Janeiro, n. 1907 - Rio de Janeiro, † 2012)

## Arcieri(1)
- Oscar De Pellegrin, arciere, tiratore a segno e politico italiano (Belluno, n. 1963)

## Arcivescovi cattolici(4)
- Oscar Omar Aparicio Céspedes, arcivescovo cattolico boliviano (La Paz, n. 1959)
- Oscar Valero Cruz, arcivescovo cattolico filippino (Balanga, n. 1934 - San Juan, † 2020)
- Oscar Hugh Lipscomb, arcivescovo cattolico statunitense (Mobile, n. 1931 - Mobile, † 2020)
- Oscar Rizzato, arcivescovo cattolico italiano (San Giorgio delle Pertiche, n. 1929 - Padova, † 2021)

## Astronomi(1)
- Oscar Pizarro, astronomo cileno

## Atleti paralimpici(1)
- Oscar Pupo, ex atleta paralimpico cubano (Sagua de Tánamo, n. 1966)

## Attori(13)
- Oscar Andriani, attore italiano (Brescia, n. 1905 - Roma, † 1987)
- Oscar Apfel, attore, regista e sceneggiatore statunitense (Cleveland, n. 1878 - Hollywood, † 1938)
- Oscar Asche, attore, regista e sceneggiatore australiano (Geelong, n. 1871 - Marlow, † 1936)
- Oscar Blando, attore italiano (Roma, n. 1924 - Capri, † 1994)
- Oscar Di Maio, attore, comico e cabarettista italiano (Napoli, n. 1959)
- Oscar Isaac, attore guatemalteco (Città del Guatemala, n. 1979)
- Oscar James, attore trinidadiano (Trinidad, n. 1942)
- Oscar Larsen, attore norvegese (Kristiania, n. 1863 - Oslo, † 1939)
- Oscar Lesage, attore francese (Mulhouse, n. 1996)
- Oscar Martínez, attore argentino (Buenos Aires, n. 1949)
- Oscar Nuñez, attore e comico cubano (Colón, n. 1958)
- Oscar Polk, attore statunitense (Marianna, n. 1899 - New York, † 1949)
- Oscar Valicelli, attore argentino (n. 1915 - Buenos Aires, † 1999)

## Attori teatrali(1)
- Oscar Di Maio, attore teatrale e drammaturgo italiano (n. 1887 - Napoli, † 1947)

## Aviatori(1)
- Oscar Abello, aviatore e ufficiale italiano (Torino, n. 1916 - Ain el-Gazala, † 1941)

## Avventurieri(1)
- Oscar Creighton, avventuriero statunitense (Danvers, n. 1877 - Ciudad Juárez, † 1911)

## Avvocati(2)
- Oscar Zeta Acosta, avvocato e scrittore statunitense (El Paso, n. 1935)
- Oscar Alfonso Podlech Michaud, avvocato e magistrato cileno (Victoria, n. 1935)

## Biatleti(1)
- Oscar Lombardot, biatleta francese (Pontarlier, n. 2000)

## Bobbisti(2)
- Oscar Dandrea, bobbista italiano (Cortina d'Ampezzo, n. 1941 - Belluno, † 2024)
- Oscar Geier, bobbista svizzero (Zurigo, n. 1882 - Mountain Lakes, † 1942)

## Canottieri(4)
- Oscar De Cock, canottiere belga (n. 1881)
- Oscar Dessomville, canottiere belga (Gand, n. 1876 - Gand, † 1938)
- Oscar Taelman, canottiere belga (Gent, n. 1877 - Gent, † 1945)
- Waldemar Tietgens, canottiere tedesco (Amburgo, n. 1879 - Mangelare, † 1917)

## Cantanti(3)
- Oscar Carboni, cantante italiano (Ferrara, n. 1914 - Ferrara, † 1993)
- Oscar Castro-Neves, cantante, chitarrista e compositore brasiliano (Rio de Janeiro, n. 1940 - Los Angeles, † 2013)
- Oscar D'León, cantante e bassista venezuelano (Caracas, n. 1943)

## Cantautori(2)
- Oscar Angiuli, cantautore, paroliere e compositore italiano (Bari, n. 1978)
- Oscar Prudente, cantautore, compositore e produttore discografico italiano (Rossiglione, n. 1944)

## Cardinali(1)
- Oscar Cantoni, cardinale e vescovo cattolico italiano (Lenno, n. 1950)

## Cestisti(9)
- Josh Boone, ex cestista statunitense (Mount Airy, n. 1984)
- Oscar Forman, ex cestista australiano (Adelaide, n. 1982)
- César Leuenberger, ex cestista argentino (Eldorado, n. 1984)
- Oscar Schmidt, ex cestista brasiliano (Natal, n. 1958)
- Oscar Robertson, ex cestista statunitense (Charlotte, n. 1938)
- Ossie Schectman, cestista statunitense (New Brunswick, n. 1919 - Delray Beach, † 2013)
- Oscar da Silva, cestista tedesco (Monaco di Baviera, n. 1998)
- Oscar Tshiebwe, cestista della Repubblica Democratica del Congo (Lubumbashi, n. 1999)
- Oscar Wauters, cestista belga (Bruxelles, n. 1936 - Talence, † 2021)

## Chimici(2)
- Oscar D'Agostino, chimico italiano (Avellino, n. 1901 - Roma, † 1975)
- Oscar Jacobsen, chimico tedesco (Ahrensburg, n. 1840 - Rostock, † 1889)

## Chirurghi(1)
- Oscar Scaglietti, chirurgo italiano (San José, n. 1906 - Bologna, † 1993)

## Chitarristi(2)
- Oscar Dronjak, chitarrista svedese (Mölndal, n. 1972)
- Oscar Ghiglia, chitarrista italiano (Livorno, n. 1938 - Salonicco, † 2024)

## Ciclisti su strada(9)
- Oscar Baronti, ciclista su strada italiano (Vinci, n. 1909 - Livorno, † 1971)
- Oscar Camenzind, ex ciclista su strada svizzero (Svitto, n. 1971)
- Oscar Egg, ciclista su strada e pistard svizzero (Schlatt, n. 1890 - Nizza, † 1961)
- Oscar Gatto, ex ciclista su strada italiano (Montebelluna, n. 1985)
- Oscar Mason, ex ciclista su strada italiano (Varese, n. 1975)
- Oscar Onley, ciclista su strada britannico (Kelso, n. 2002)
- Oscar Pellicioli, ex ciclista su strada e dirigente sportivo italiano (Verdellino, n. 1965)
- Oscar Pozzi, ex ciclista su strada italiano (Lecco, n. 1971)
- Oscar Riesebeek, ciclista su strada olandese (Ede, n. 1992)

## Comici(1)
- Oscar Filho, comico, attore e scrittore brasiliano (Atibaia, n. 1978)

## Compositori(5)
- Oscar De Mejo, compositore italiano (Trieste, n. 1911 - New York, † 1992)
- Oscar Levant, compositore, pianista e attore statunitense (Pittsburgh, n. 1906 - Beverly Hills, † 1972)
- Oscar Strasnoy, compositore francese (Buenos Aires, n. 1970)
- Oscar Straus, compositore austriaco (Vienna, n. 1870 - Bad Ischl, † 1954)
- Oscar van Dillen, compositore olandese ('s-Hertogenbosch, n. 1958)

## Compositori di scacchi(1)
- Oscar Bonivento, compositore di scacchi italiano (San Lorenzo di Umago, n. 1914 - Bologna, † 2012)

## Contrabbassisti(1)
- Oscar Pettiford, contrabbassista e violoncellista statunitense (Okmulgee, n. 1922 - Copenaghen, † 1960)

## Criminali(1)
- Oscar Collazo, criminale portoricano (Florida, n. 1914 - San Juan, † 1994)

## Dirigenti sportivi(3)
- Oscar Magoni, dirigente sportivo, allenatore di calcio e ex calciatore italiano (Alzano Lombardo, n. 1967)
- Oscar Pérez Rojas, dirigente sportivo, allenatore di calcio e ex calciatore messicano (Città del Messico, n. 1973)
- Oscar Tacchi, dirigente sportivo e ex calciatore italiano (Alessandria, n. 1959)

## Disegnatori(1)
- Oscar Roty, disegnatore e medaglista francese (Parigi, n. 1846 - Parigi, † 1911)

## Drammaturghi(1)
- Oscar Blumenthal, commediografo, critico teatrale e compositore di scacchi tedesco (Berlino, n. 1852 - Berlino, † 1917)

## Economisti(1)
- Oscar Nuccio, economista italiano (Brindisi, n. 1931 - Rieti, † 2004)

## Editori(1)
- Oscar Sonneck, editore e musicologo statunitense (Jersey City, n. 1873 - New York, † 1928)

## Esploratori(3)
- Oscar Baumann, esploratore, cartografo e etnografo austriaco (Vienna, n. 1864 - Vienna, † 1899)
- Oscar Dickson, esploratore, imprenditore e filantropo svedese (Göteborg, n. 1823 - Stoccolma, † 1897)
- Oscar Frithiof Nordquist, esploratore, geografo e scienziato finlandese (n. 1858 - † 1925)

## Farmacologi(1)
- Oscar Liebreich, farmacologo tedesco (Königsberg, n. 1839 - Berlino, † 1908)

## Filosofi(1)
- Oscar Brenifier, filosofo francese (Orano, n. 1954)

## Fisici(1)
- Oscar Adriani, fisico italiano (Lodi, n. 1965)

## Fotografi(1)
- Oscar Gustave Rejlander, fotografo e pittore svedese (Stoccolma, n. 1813 - Londra, † 1875)

## Fumettisti(2)
- Oscar Chichoni, fumettista e illustratore argentino (Corral de Bustos, n. 1957)
- Oscar Jacobsson, fumettista svedese (Göteborg, n. 1889 - Solberga, † 1945)

## Funzionari(1)
- Oscar Moccia, funzionario e prefetto italiano (Napoli, n. 1898 - Roma, † 1976)

## Generali(1)
- Oscar Griswold, generale statunitense (Ruby Valley, n. 1886 - Asheville, † 1959)

## Geografi(1)
- Oskar Peschel, geografo tedesco (Dresda, n. 1826 - Lipsia, † 1875)

## Ginnasti(1)
- Oscar Engelstad, ginnasta norvegese (Oslo, n. 1882 - Oslo, † 1972)

## Giocatori di badminton(1)
- Oscar Guo, giocatore di badminton neozelandese (n. 2000)

## Giocatori di baseball(1)
- Oscar Charleston, giocatore di baseball statunitense (Indianapolis, n. 1896 - Filadelfia, † 1954)

## Giocatori di curling(1)
- Oscar Colucci, ex giocatore di curling italiano (n. 1965)

## Giocatori di football americano(2)
- Oscar Vazquez-Dyer, ex giocatore di football americano e allenatore di football americano statunitense
- Oscar White, ex giocatore di football americano statunitense

## Giornalisti(4)
- Oscar Bie, pubblicista, musicologo e storico dell'arte tedesco (Breslavia, n. 1864 - Berlino, † 1938)
- Oscar Giannino, giornalista e politico italiano (Torino, n. 1961)
- Oscar Orefici, giornalista, scrittore e autore televisivo italiano (Roma, n. 1946 - Roma, † 2014)
- Oscar Bronner, giornalista, editore e pittore austriaco (Haifa, n. 1943)

## Hockeisti su ghiaccio(1)
- Oscar Möller, hockeista su ghiaccio svedese (Stoccolma, n. 1989)

## Imprenditori(2)
- Oscar Comazzi, imprenditore italiano (n. 1910 - Novara, † 1982)
- Oscar Ravà, imprenditore italiano

## Ingegneri(3)
- Oscar Lamm, ingegnere svedese (Stoccolma, n. 1848 - Stoccolma, † 1930)
- Oscar Sinigaglia, ingegnere italiano (Roma, n. 1877 - Roma, † 1953)
- Oscar Supino, ingegnere, inventore e saggista italiano (Padova, n. 1898 - Milano, † 1989)

## Karateka(1)
- Oscar Higa, karateka e maestro di karate giapponese (Buenos Aires, n. 1945)

## Linguisti(1)
- Stig Wikander, linguista, indologo e iranista svedese (Norrtälje, n. 1908 - Uppsala, † 1983)

## Matematici(3)
- Oscar Chisini, matematico italiano (Bergamo, n. 1889 - Milano, † 1967)
- Oscar Xavier Schlömilch, matematico tedesco (Weimar, n. 1823 - Dresda, † 1901)
- Oscar Zariski, matematico polacco (Kobryn, n. 1899 - Brookline, † 1986)

## Medici(1)
- Oscar Adler, medico tedesco (Karlsbad, n. 1879 - † 1932)

## Mezzofondisti(1)
- Oscar Chelimo, mezzofondista ugandese (n. 2001)

## Missionari(1)
- Oscar Morin, missionario e vescovo cattolico canadese (Sainte-Cunégonde, n. 1878 - Saint-Martin de Laval, † 1952)

## Musicologi(3)
- Oscar Chilesotti, musicologo e liutaio italiano (Bassano del Grappa, n. 1848 - Bassano del Grappa, † 1916)
- Oscar Mischiati, musicologo italiano (Bologna, n. 1936 - Gazzaniga, † 2004)
- Oscar Paul, musicologo, scrittore e critico musicale tedesco (Freiwaldau, n. 1836 - Lipsia, † 1898)

## Naturalisti(1)
- Oscar De Beaux, naturalista italiano (Firenze, n. 1879 - Torre Pellice, † 1955)

## Navigatori(1)
- Oscar Adolf Wisting, navigatore e esploratore norvegese (Larvik, n. 1871 - Oslo, † 1936)

## Nobili(2)
- Oscar Bernadotte, nobile svedese (Stoccolma, n. 1859 - Stoccolma, † 1953)
- Oscar di Prussia, nobile tedesco (Potsdam, n. 1888 - Monaco di Baviera, † 1958)

## Nuotatori(1)
- Oscar Schiele, nuotatore tedesco (Halberstadt, n. 1889 - Magdeburgo, † 1950)

## Oncologi(1)
- Oscar Simonton, oncologo e psicologo statunitense (Los Angeles, n. 1942 - Agoura Hills, † 2009)

## Orientalisti(2)
- Oscar Botto, orientalista, storico delle religioni e indologo italiano (Torino, n. 1922 - Torino, † 2008)
- Oscar Löfgren, orientalista svedese (n. 1898 - † 1992)

## Pallanuotisti(1)
- Oscar Grégoire, pallanuotista e nuotatore belga (Ivanteevka, n. 1877 - Bruxelles, † 1947)

## Parolieri(1)
- Oscar Avogadro, paroliere, cantante e compositore italiano (Torino, n. 1951 - Mediglia, † 2010)

## Patologi(1)
- Oscar von Schüppel, patologo tedesco (Dresda, n. 1837 - Bad Serneus, † 1881)

## Pattinatori artistici su ghiaccio(1)
- Oscar Hoppe, pattinatore artistico su ghiaccio cecoslovacco (Opava, n. 1886 - Opava, † 1936)

## Pianisti(1)
- Oscar Peterson, pianista canadese (Montréal, n. 1925 - Mississauga, † 2007)

## Piloti automobilistici(2)
- Oscar Larrauri, ex pilota automobilistico argentino (Granadero Baigorria, n. 1954)
- Oscar Piastri, pilota automobilistico australiano (Melbourne, n. 2001)

## Piloti di rally(1)
- Oscar Polli, pilota di rally e pilota motociclistico italiano (Monza, n. 1965)

## Pistard(3)
- Oscar Goerke, pistard statunitense (Brooklyn, n. 1883 - Maplewood, † 1934)
- Oscar Nilsson-Julien, pistard e ciclista su strada britannico (Londra, n. 2002)
- Oscar Schwab, pistard svizzero (Parigi, n. 1882 - Berlino Ovest, † 1955)

## Pittori(8)
- Oscar Di Prata, pittore italiano (Brescia, n. 1910 - Brescia, † 2006)
- Oscar Ghiglia, pittore italiano (Livorno, n. 1876 - Prato, † 1945)
- Oscar Murua, pittore guatemalteco (Città del Guatemala, n. 1898 - Città del Guatemala, † 1980)
- Oscar Nussio, pittore svizzero (Ardez, n. 1899 - Greifensee, † 1976)
- Oscar Pelosi, pittore e incisore italiano (Ariano Irpino, n. 1938 - Pian del Voglio, † 1996)
- Oscar Ricciardi, pittore italiano (Napoli, n. 1864 - Napoli, † 1935)
- Oscar Saccorotti, pittore, incisore e decoratore italiano (Roma, n. 1898 - Recco, † 1986)
- Oscar Sorgato, pittore italiano (Modena, n. 1902 - Milano, † 1941)

## Poeti(1)
- Oscar Vladislas de Lubicz-Milosz, poeta, diplomatico e esoterista lituano (Čareja, n. 1877 - Fontainebleau, † 1939)

## Politici(14)
- Oscar Andò, politico italiano (Messina, n. 1904 - † 1996)
- Oscar De Bona, politico italiano (Trichiana, n. 1948)
- Oscar Fernandes, politico indiano (Udupi, n. 1941 - Mangalore, † 2021)
- Oscar Mammì, politico italiano (Roma, n. 1926 - Roma, † 2017)
- Oscar Marx, politico statunitense (Detroit, n. 1866 - Detroit, † 1923)
- Oscar Mina, politico sammarinese (San Marino, n. 1958)
- Eduardo Ramírez Aguilar, politico messicano (Comitán de Domínguez, n. 1977)
- Oscar Rennebohm, politico e farmacista statunitense (Leeds, n. 1889 - Madison, † 1968)
- Oscar Luigi Scalfaro, politico e magistrato italiano (Novara, n. 1918 - Roma, † 2012)
- Oscar von Sydow, politico svedese (Kalmar, n. 1873 - Stoccolma, † 1936)
- Oscar Temaru, politico francese (Faa'a, n. 1944)
- Robert Themptander, politico svedese (Stoccolma, n. 1844 - Stoccolma, † 1897)
- Oscar Torp, politico norvegese (Skjeberg, n. 1893 - Oslo, † 1958)
- Oscar Uccelli, politico italiano (Tavernelle, n. 1894 - Perugia, † 1971)

## Principi(1)
- Oscar di Svezia, principe svedese (Solna, n. 2016)

## Produttori cinematografici(1)
- Oscar Brazzi, produttore cinematografico, regista e sceneggiatore italiano (Bologna, n. 1918 - Roma, † 1998)

## Psichiatri(1)
- Oscar Forel, psichiatra svizzero (Zurigo, n. 1891 - Saint-Prex, † 1982)

## Pugili(3)
- Oscar Bonavena, pugile argentino (Buenos Aires, n. 1942 - Reno, † 1976)
- Oscar Casanovas, pugile argentino (Avellaneda, n. 1914 - † 1987)
- Battling Nelson, pugile danese (Copenaghen, n. 1882 - † 1954)

## Rapper(1)
- Paris, rapper e produttore discografico statunitense (San Francisco, n. 1967)

## Registi(3)
- Budd Boetticher, regista statunitense (Chicago, n. 1916 - Ramona, † 2001)
- Oscar Eagle, regista statunitense (Gallipolis, n. 1861 - New York, † 1930)
- Oscar Micheaux, regista, sceneggiatore e attore statunitense (Metropolis, n. 1884 - Charlotte, † 1951)

## Rugbisti a 15(1)
- Oscar Collodo, ex rugbista a 15, allenatore di rugby a 15 e dirigente sportivo italiano (Berna, n. 1958)

## Scacchisti(2)
- Oscar Chajes, scacchista statunitense (Brody, n. 1873 - New York, † 1928)
- Oscar Panno, scacchista argentino (Buenos Aires, n. 1935)

## Sceneggiatori(1)
- Oscar Brodney, sceneggiatore statunitense (Boston, n. 1907 - Los Angeles, † 2008)

## Schermidori(3)
- Oscar Arango, ex schermidore colombiano (n. 1965)
- Gustav Casmir, schermidore tedesco (Berlino, n. 1874 - † 1910)
- Oscar García, ex schermidore cubano (L'Avana, n. 1966)

## Sciatori alpini(4)
- Oscar Andersson, ex sciatore alpino svedese (n. 1982)
- Oscar Heine, sciatore alpino austriaco (n. 2003)
- Oscar Andreas Sandvik, sciatore alpino norvegese (n. 2004)
- Oscar Zimmer, sciatore alpino norvegese (n. 2001)

## Scrittori(8)
- Mempo Giardinelli, scrittore e giornalista argentino (Resistencia, n. 1947)
- Oscar Hammerstein II, scrittore, paroliere e librettista statunitense (New York, n. 1895 - Doylestown, † 1960)
- Oscar Hijuelos, scrittore statunitense (New York, n. 1951 - New York, † 2013)
- Oscar Levertin, scrittore svedese (Norrköping, n. 1862 - Stoccolma, † 1906)
- Oscar Patric Sturzen-Becker, scrittore svedese (Stoccolma, n. 1811 - Helsingborg, † 1869)
- Oscar Tschirky, scrittore svizzero (La Chaux-de-Fonds, n. 1866 - New Paltz, † 1950)
- Oscar Wilde, scrittore irlandese (Dublino, n. 1854 - Parigi, † 1900)
- Oscar le Pin, scrittore svizzero (San Pietroburgo, n. 1838 - Ginevra, † 1912)

## Scultori(2)
- Oscar Gallo, scultore, pittore e incisore italiano (Venezia, n. 1909 - Firenze, † 1994)
- Oscar Spalmach, scultore italiano (Venezia, n. 1864 - Parma, † 1917)

## Sollevatori(3)
- Óscar Figueroa, sollevatore colombiano (Zaragoza, n. 1983)
- Oscar Reyes, sollevatore cubano (n. 1996)
- Oscar Osthoff, sollevatore statunitense (Milwaukee, n. 1883 - Indianapolis, † 1950)

## Sovrani(2)
- Oscar I di Svezia, sovrano francese (Parigi, n. 1799 - Stoccolma, † 1859)
- Oscar II di Svezia, sovrano svedese (Stoccolma, n. 1829 - Stoccolma, † 1907)

## Storici(2)
- Oscar Handlin, storico statunitense (New York, n. 1915 - Cambridge, † 2011)
- Oscar Randi, storico italiano (Zara, n. 1876 - Roma, † 1949)

## Tennisti(3)
- Oscar Hierschel de Minerbi, tennista e diplomatico italiano (Parigi, n. 1908 - Sudafrica, † 1951)
- Oscar Kreuzer, tennista tedesco (Francoforte sul Meno, n. 1887 - Wiesbaden, † 1968)
- Oscar Otte, tennista tedesco (Colonia, n. 1993)

## Teologi(1)
- Oscar Cullmann, teologo francese (Strasburgo, n. 1902 - Chamonix, † 1999)

## Tiratori a segno(1)
- Oscar Swahn, tiratore a segno svedese (Tanum, n. 1847 - Stoccolma, † 1927)

## Tiratori di fune(2)
- Oscar Friede, tiratore di fune statunitense (n. 1881 - St. Louis, † 1943)
- Oscar Olsen, tiratore di fune e sollevatore statunitense (Oslo, n. 1875 - Chicago, † 1962)

## Trombettisti(1)
- Oscar Valdambrini, trombettista italiano (Torino, n. 1924 - Roma, † 1996)

## Tuffatori(1)
- Oscar Bertone, ex tuffatore italiano (Fossano, n. 1967)

## Velocisti(1)
- Oscar Pistorius, ex velocista sudafricano (Johannesburg, n. 1986)

## Vescovi(1)
- Oscar di Brema, vescovo, monaco cristiano e santo franco (Amiens, n. 801 - Brema, † 865)

## Vescovi cattolici(5)
- Oscar Cantú, vescovo cattolico statunitense (Houston, n. 1966)
- Oscar Vicente Ojea Quintana, vescovo cattolico argentino (Buenos Aires, n. 1946)
- Oscar Domingo Sarlinga, vescovo cattolico argentino (Buenos Aires, n. 1963)
- Oscar Serfilippi, vescovo cattolico italiano (Mondolfo, n. 1929 - Jesi, † 2006)
- Oscar Azarcon Solis, vescovo cattolico filippino (San Jose, n. 1953)

## Violinisti(1)
- Oscar Shumsky, violinista statunitense (Filadelfia, n. 1917 - New York, † 2000)

## Zoologi(2)
- Oscar Hertwig, zoologo e biologo tedesco (Friedberg, n. 1849 - Berlino, † 1922)
- Oscar Neumann, zoologo e ornitologo tedesco (Berlino, n. 1867 - Chicago, † 1946)